# تيريزيدون
تيريزيدون هُوَ دواء يُستخدم في عِلاج السل. ويُستخدم أساساً في مقاومة الأدوية المضادة للسل «اختصارها (MDR-TB)» بالتزامن مع أدوية أخرى. وهو مُشتَق مِن السيكلوسيرين والبكتيريا الجَرثومية.